# Hong Kong Senior Challenge Shield 2014/15
Der Hong Kong Senior Challenge Shield 2014/15 war die 113. Austragung eines K.-o.-Fußballwettbewerbs in Hongkong. Teilnehmer waren die neun Mannschaften der ersten Liga, der Hong Kong Premier League. Das Turnier begann am 26. Oktober 2014 und endete mit dem Finale im Hong Kong Stadium am 17. Januar 2015. Titelverteidiger war der South China AA.

## Termine
| Runde         | Datum                               |
| ------------- | ----------------------------------- |
| 1. Runde      | 26. Oktober 2014                    |
| Viertelfinale | 29. November 2014 30. November 2014 |
| Halbfinale    | 27. Dezember 2014 28. Dezember 2014 |
| Finale        | 17. Januar 2015                     |

## Erste Runde
|                                               | Ergebnis |                   |
| --------------------------------------------- | -------- | ----------------- |
| 26. Oktober 2014 (Sham Shui Po Sports Ground) |          |                   |
| Yuen Long FC                                  | 1:2      | Wong Tai Sin DRSC |

## Viertelfinale
|                                            | Ergebnis |                      |
| ------------------------------------------ | -------- | -------------------- |
| 29. November 2014 (Mong Kok Stadium)       |          |                      |
| Hong Kong Pegasus FC                       | 1:3      | Wong Tai Sin DRSC    |
| 29. November 2014 (Tsing Yi Sports Ground) |          |                      |
| Tai Po FC                                  | 2:3      | Kitchee SC           |
| 30. November 2014 (Mong Kok Stadium)       |          |                      |
| South China AA                             | 4:1      | Hong Kong Rangers FC |
| 30. November 2014 (Tsing Yi Sports Ground) |          |                      |
| Eastern AA                                 | 2:0      | Yokohama FC          |

## Halbfinale
|                                      | Ergebnis |            |
| ------------------------------------ | -------- | ---------- |
| 27. Dezember 2014 (Mong Kok Stadium) |          |            |
| Wong Tai Sin DRSC                    | 0:3      | Kitchee SC |
| 28. Dezember 2014 (Mong Kok Stadium) |          |            |
| South China AA                       | 1:3      | Eastern AA |

## Finale
|                                     | Ergebnis |            |
| ----------------------------------- | -------- | ---------- |
| 17. Januar 2015 (Hong Kong Stadium) |          |            |
| Kitchee SC                          | 2:3      | Eastern AA |